# دوار بن غذفة
دوار بن غذفة هي منطقة، تابعة اقليمياً وإداريا لبلدية قجال الكائنة بدائرة قجال الواقعة بولاية سطيف الجزائرية.